# Castle (serial)
Castle este un film american serial de televiziune, genul comedie-dramă polițist, difuzat de rețeaua ABC și produs de ABC Studios. Filmul a avut premiera în 2009. La 30 martie 2010 s-a anunțat că serialul va avea și un al treilea sezon, cu un număr de 22 episoade.

## Distribuția
- Nathan Fillion: Rick Castle
- Stana Katic: Kate Beckett
- Ruben Santiago-Hudson: Roy Montgomery
- Jon Huertas: Javier Esposito
- Seamus Dever: Kevin Ryan

## Sezoane
| Sezonul | Episoade | Premiera           | Finalul     | Poziția | Spectatori (milioane) |
| ------- | -------- | ------------------ | ----------- | ------- | --------------------- |
| 1       | 10       | 9 martie 2009      | 11 mai 2009 | 35      | 10.32                 |
| 2       | 24       | 21 septembrie 2009 | 17 mai 2010 | N/A     | N/A                   |